# 浙江稠州商业银行
浙江稠州商业银行是一家总部位于中国浙江省义乌市的商业银行。稠州是唐朝时期义乌曾用过的历史名称。2009年开始赞助球队浙江稠州金牛篮球俱乐部。

## 简介
浙江稠州商业银行的前身是1987年6月成立的义乌市稠州城市信用社，2006年8月改建为现有名称与体制，注册资本为105772万元人民币。目前，浙江稠州商业银行在浙江省境内的金华市、杭州市、宁波市、温州市、丽水市、湖州市、台州市、舟山市、衢州市、绍兴市、嘉兴市以及上海市、江苏省南京市、福建省福州市等地开设有分支机构。2016年末，稠州商业银行的资产总额近1600亿元人民币。

## 暂停与俄罗斯業務
據說路透社引述俄羅斯媒體Vedomosti报道，浙江稠州商业银行已暂停与俄罗斯和白羅斯的业务，包括环球银行金融电信协会（SWIFT）、俄罗斯金融信息传输系统（SPFS）和中国人民币跨境支付系统（CIPS）。據悉，该行是俄罗斯进口商的主要结算渠道。分析指美国此前加强制裁在俄乌战争中协助俄罗斯国防工业的金融机构，美国的最新措施将针对规模较小的机构。